# Arts and Crafts Movement

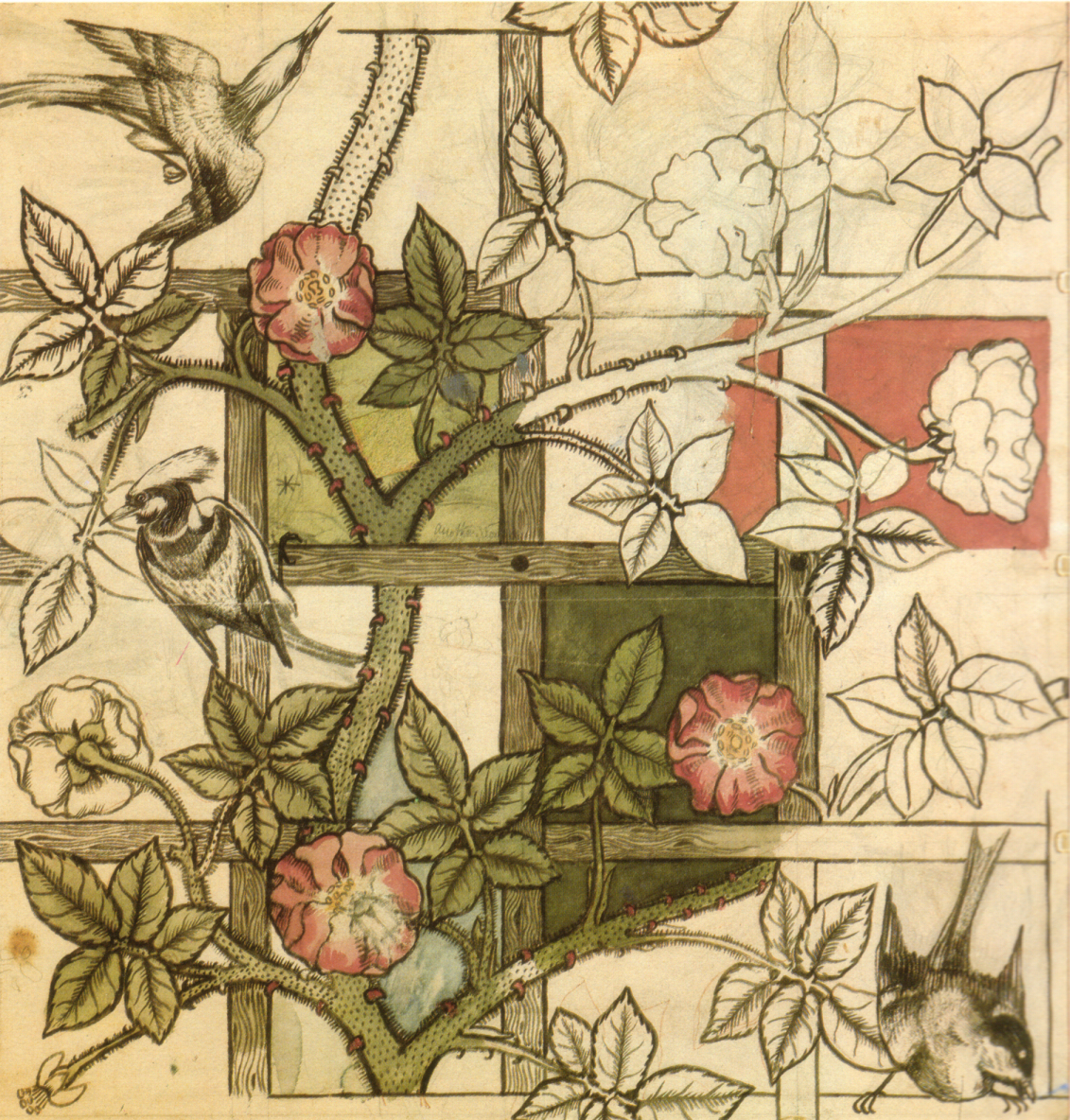
William Morris: Entwurf für die Tapete Trellis, 1862

Das Arts and Crafts Movement (englisch, etwa Bewegung der Künste und Handwerke), deutsch auch Arts-and-Crafts-Bewegung genannt, war in der zweiten Hälfte des 19. Jahrhunderts bis etwa 1920 eine von Großbritannien ausgehende Reformbewegung, die soziale mit gestalterischen Veränderungsideen, vor allem in Kunstgewerbe und Architektur, verband.
Die zentralen Merkmale des Arts and Crafts Movement – handwerkliche Produktion, Einfachheit in Form und Material – beeinflussten maßgeblich die europäische und amerikanische Kunstgeschichte, insbesondere den Jugendstil, die Wiener Secession, die Wiener Werkstätte, den Deutschen Werkbund und das Bauhaus.

## Prinzipien
Das Arts and Crafts Movement legte großen Wert auf die Freude an Handarbeit und natürlicher Schönheit des Materials. Im Zeitalter der maschinellen Produktion wollte sie eine Rückbesinnung auf das Handwerk.
Die Bewegung entstand als Suche nach einem authentischen Stil für das 19. Jahrhundert. Sie war eine Reaktion auf den Historismus der viktorianischen Ära und auf die als „seelenlos“ empfundenen Produkte der Industrie. Daraus ergab sich eine Rückbesinnung auf die Qualitäten des Handwerks. Um die dem Handwerk angeblich innewohnende Schönheit zum Ausdruck zu bringen, wurde den Objekten ein rustikales und robustes Aussehen gegeben.

“Unlike their counterparts in the United States, most Arts and Crafts practitioners in Britain had strong, slightly incoherent, negative feelings about machinery. They thought of ‚the craftsman‘ as free, creative, and working with his hands, ‚the machine‘ as soulless, repetitive, and inhuman. These contrasting images derive in part from John Ruskin's The Stones of Venice, an architectural history of Venice that contains a powerful denunciation of modern industrialism to which Arts and Crafts designers returned again and again. Distrust for the machine lay behind the many little workshops that turned their backs on the industrial world around 1900, using preindustrial techniques to create what they called ‚crafts‘.”

„Im Gegensatz zu ihren amerikanischen Zeitgenossen hatten die meisten Arts-and-Crafts-Anhänger in Großbritannien starke, leicht inkohärente, negative Gefühle gegenüber Maschinen. Sie betrachteten den ‚Handwerker‘ als frei, kreativ und mit seinen Händen arbeitend, ‚die Maschine‘ als seelenlos, repetitiv und unmenschlich. Diese konstrastierenden Bilder stammen zum Teil aus John Ruskins The Stones of Venice, einer Architekturgeschichte Venedigs, die eine starke Verurteilung des modernen Industriezeitalters enthält, auf die die Arts-and-Crafts-Designer immer wieder zurückkamen. Das Misstrauen gegenüber der Maschine war der Grund für die vielen kleinen Werkstätten, die um 1900 der industriellen Welt den Rücken kehrten und mit vorindustriellen Techniken das schufen, was sie crafts nannten.“

## Geschichte

### 1860er bis 1870er Jahre: Vorläufer und Anfänge
Als Begründer des Arts and Crafts Movement gilt William Morris, dessen Interesse für alte und vergessene Handwerkstechniken und seine Vorträge zum Kunstgewerbe die gesamte Bewegung beeinflussten. Die frühe Entwicklung des Arts and Crafts Movement in den 1850er bis 1870er Jahren wurde jedoch auch dadurch ermöglicht, dass Architekten des Gothic Revival kirchliches Kunsthandwerk förderten und das Aesthetic Movement in der Öffentlichkeit einen fortschrittlichen kunsthandwerklichen Geschmack verbreitete. Bereits seit den 1840er Jahren wurden in Großbritannien die negativen Auswirkungen der industriellen Produktion auf die sozialen Verhältnisse wie auch die materielle und künstlerische Qualität der Erzeugnisse beklagt. Ein Versuch zur Hebung des Geschmacks war beispielsweise 1852 die Gründung des South Kensington Museums in London. Theoretiker wie Richard Redgrave und Owen Jones schrieben Abhandlungen über die Prinzipien guten Designs. Allerdings beschränkten sich diese Reformideen auf die Erneuerung des Ornaments, Produktionsmethoden und eine Kritik der industriellen Produktion und deren sozialen Implikationen spielten noch keine Rolle. Lediglich der Gothic-Revival-Architekt und -Theoretiker Augustus Pugin nahm in seinen Entwürfen und Aussagen zum mittelalterlichen Handwerk die Ideale des Arts and Crafts Movement vorweg.
Während seines Studiums in den 1850er Jahren, bei dem er sich mit den reformerischen Präraffaeliten Edward Burne-Jones, Dante Gabriel Rossetti, Ford Madox Brown sowie dem Architekten Philip Webb anfreundete, kam Morris mit John Ruskins sozialreformerischen Ideen und dessen Kritik an der Industriegesellschaft in Kontakt. Morris’ steigendes Interesse an individueller Handwerkskunst führte dazu, dass er 1859 bis 1860 zusammen mit Webb sein Red House baute sowie dass er 1861 zusammen mit seinen Studienfreunden die Möbelmanufaktur Morris, Marshall, Faulkner & Co. (ab 1875 Morris & Co.) gründete. Erfolgreich verkaufte das Unternehmen vom Mittelalter beeinflusste, handgefertigte Möbel, Glasmalerei, Tapeten, Chintze und Teppiche. Obwohl Morris auf Grundlage von Ruskins Idealen das Ziel verfolgte hochwertiges, aber erschwingliches und anti-elitäres Kunstgewerbe zu erschaffen, verkaufte das Unternehmen vor allem an neugotische Architekten wie George Frederich Bodley und die Bourgeoisie. Größere Bekanntheit erlangte das Unternehmen insbesondere nach der Londoner Weltausstellung von 1862. Im Gegensatz zu den Architekten des Gothic Revival imitierten sie nicht nur die mittelalterliche Formensprache, sondern versuchten mit mittelalterlichen Fertigungstechniken zu arbeiten.

### 1880er Jahre: Verbreitung

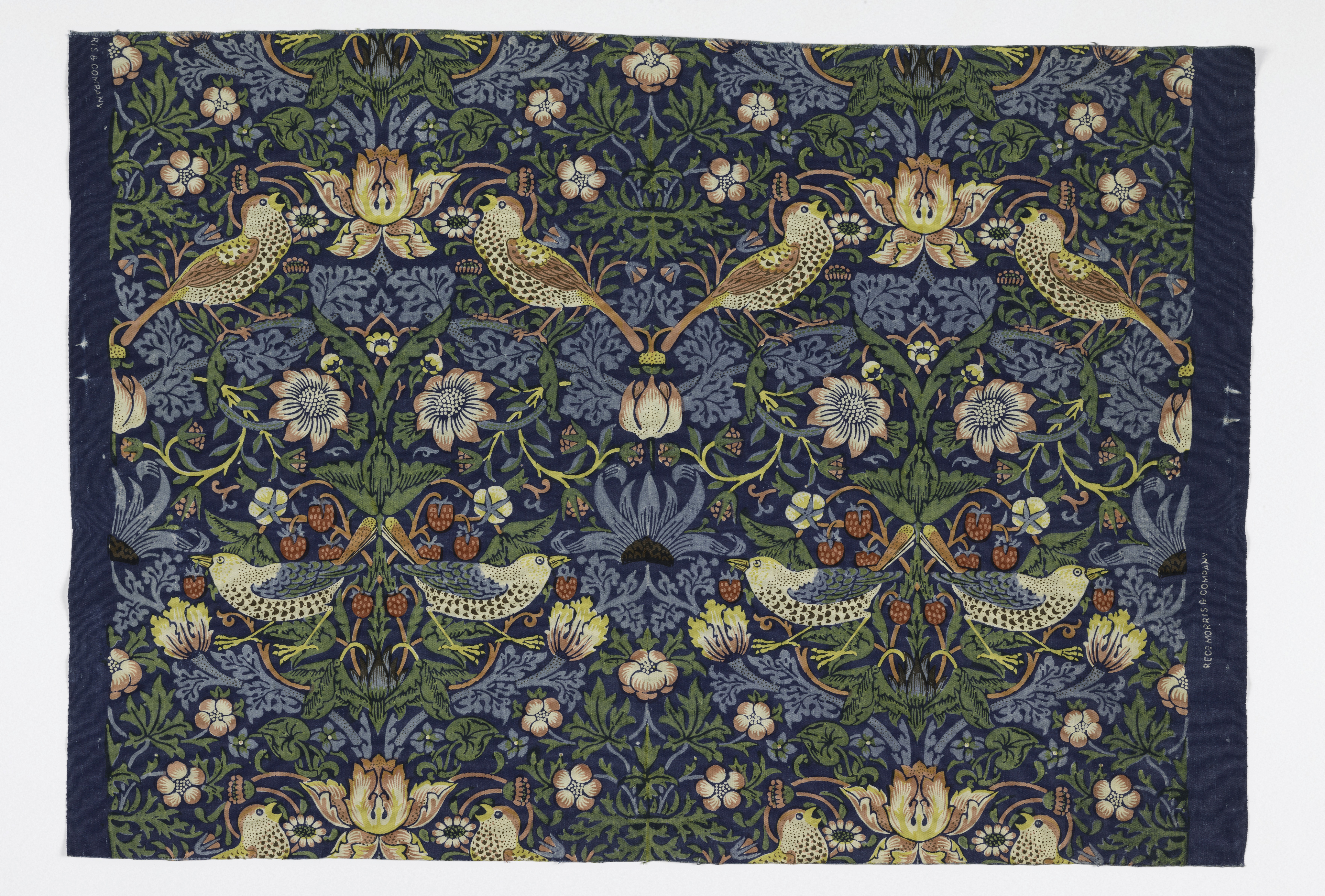
Der Erdbeerdieb, bedruckte Baumwolle, 1883 von William Morris entworfen

In den 1880er Jahren verbreiteten sich sowohl der Stil wie auch die Ideale des Arts and Crafts Movement in ganz Großbritannien. Zahlreiche Amateure und Frauen, denen die sozialen Konventionen die Erwerbsarbeit verbot, wurden Teil der Bewegung, ohne dass ihre Namen überliefert sind. 1881 gründeten Eglantyne Louisa Jebb, Mary Fraser Tytler und andere die Home Arts and Industries Association, die Arbeiterinnen und Arbeiter ermutigen sollte, sich zur Förderung des Geschmacks eigene handwerkliche Fähigkeiten wie Klöppeln anzueignen. 1882 gründete der Architekt Arthur Heygate Mackmurdo die Century Guild, einen Zusammenschluss von Gestaltern um Selwyn Image, Herbert Horne, Clement Heaton und Benjamin Creswick. 1884 initiierten die fünf Architekten William Lethaby, Edward Prior, Ernest Newton, Mervyn Macartney and Gerald C. Horsley die Art Workers’ Guild, die den Status des Kunstgewerbes gegenüber der Bildenden Kunst anheben sollte. 1887 gründete sich schließlich die Arts and Crafts Exhibition Society mit Walter Crane als Präsidenten. Die Gesellschaft, die der Bewegung ihren Namen gab und heute als Society of Designer Craftsmen weiter besteht, hielt 1888 ihre erste Ausstellung in der New Gallery in London ab.

### 1890er und 1900er Jahre: Hochphase
Im April 1893 erschien unter dem Titel The Studio: An Illustrated Magazine of Fine and Applied Art die erste Ausgabe einer neuen Zeitschrift über Kunst. Charles Holme und Joseph Gleeson White waren die treibende Kraft hinter dem Erscheinen der Zeitschrift 1893. Das Titelblatt der Erstausgabe wurde von (dem damals noch unbekannten) Aubrey Beardsley entworfen. Ihr Hauptanliegen bestand in der Wiedervereinigung von Kunst und Kunsthandwerk mit dem Ziel, die schöpferische Vollwertigkeit des Kunsthandwerks wiederherzustellen.

## Architektur

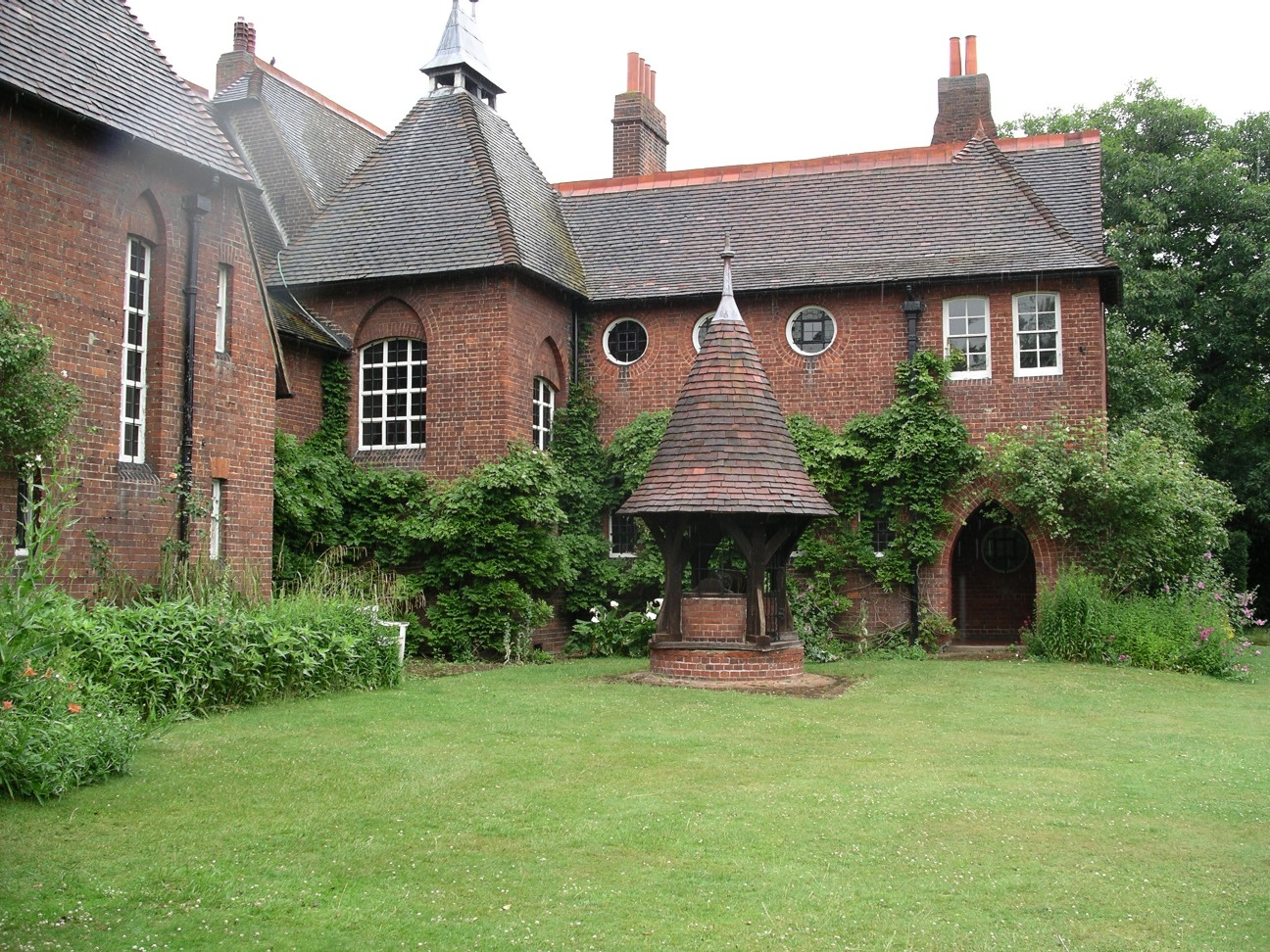
Morris’ Haus in Kent, das Red House

Wegbereiter für die architektonische Umsetzung der Ideale der Arts-and-Crafts-Bewegung waren William Morris und Philip Webb. Morris’ 1859 bis 1860 erbauter Landsitz Red House kann als erstes eigenständiges Bauwerk dieser Stilrichtung gewertet werden. Entgegen der üblichen Konvention der aufwändigen viktorianischen Prunkfassade und dem repräsentativen quadratischen Grundriss mit historisierenden Repräsentationsräumen folgte das Red House in Organisation und Aussehen den Idealen der Arts-and-Crafts-Bewegung.
Im Stil englischer Pfarrhäuser wurde eine schlichte Backsteinfassade, rotes Ziegeldach und weiße Fensterrahmen gewählt. Der Grundriss folgte einer funktionalen Raumorganisation, die Wohnbereich, Wirtschaftstrakt und Studiobereich abgrenzten und damit eher L-förmig wurde. Trotz schlichter Ausführung folgten die Bauteile (Dach, Fenster, Türen etc.) historischen Formen. Die Innengestaltung wurde ohne historisierende Elemente umgesetzt. Vorbild für die Ausstattungsobjekte waren die Natur und die Form der regionalen, anonymen Gebrauchsgegenstände, wobei großer Wert auf ein hohes handwerkliches Niveau und gutes Material gelegt wurde.
Die Gestaltung mit Verzicht auf Repräsentation und der Orientierung an der Funktion sind zentrale Punkte und Wegbereiter zur modernen Architektur. So wie das Prinzip, vom Grundriss auszugehen und nicht von der Außenansicht.
Das Wertschätzen der Handwerkskunst und des Materials bei der Inneneinrichtung belegt Morris’ Grundsatz, die bildenden und angewandten Künste nicht zu trennen.

## Vertreterinnen und Vertreter des Arts and Crafts Movement
| | |
| - Maxwell Armfield (1881–1972), britischer Maler - Charles Robert Ashbee (1863–1942), englischer Architekt, Innenarchitekt, Silberschmied, Kunsthandwerker, Kunsttheoretiker und Dichter - William Bidlake (1861–1938), englischer Architekt - Thomas Cobden-Sanderson (1840–1922), englischer Buchbinder, Drucker und Künstler - Walter Crane (1845–1915), englischer Maler und Illustrator - Elizabeth Eleanor D’Arcy Gaw (1868–1944), amerikanische Designerin und Kunstschmiedin - William De Morgan (1839–1917), britischer Künstler und Schriftsteller - Wilhelmina Geddes (1887–1955), irische Glasmalerin - Evelyn Gleeson (1855–1944), englische Stickerei-, Teppich- und Wandteppichdesignerin - Joan Howson (1885–1964), britische Glasmalerin - Eglantyne Louisa Jebb (1845 oder 1846–1925), anglo-irische Sozialreformerin - Gertrude Jekyll (1843–1932), englische Gartengestalterin und -autorin - Clement Heaton (1861–1940), britischer Glasmaler und -bläser - Elbert Hubbard (1856–1915), amerikanischer Schriftsteller, Essayist, Philosoph und Verleger - Carl Larsson (1853–1919), schwedischer Künstler - Bernard Leach (1887–1979), britischer Töpfer - William Lethaby - Mary Lowndes (1856–1929), britische Glasmalerin, Plakatkünstlerin und Suffragette - Edwin Lutyens (1869–1944), britischer Architekt - Charles Rennie Mackintosh (1868–1928), schottischer Architekt, Innenarchitekt, Kunsthandwerker, Designer, Grafiker und Maler | - Arthur Heygate Mackmurdo - Arthur Frank Mathews (1860–1945), amerikanischer tonalistischer Maler - Rachel de Montmorency (1891–1961), britische Glasmalerin - Julia Morgan (1872–1957), US-amerikanische Architektin - May Morris (1862–1938), britische Unternehmerin, Produktdesignerin für Bunt- und Weißstickerei und frühe britische Sozialistin - William Morris (1834–1896), britischer Maler, Architekt, Dichter, Kunstgewerbler, Ingenieur und Drucker - Lillian McNeill Palmer (1871–1961), amerikanische Kupferschmiedin - Adelaide Alsop Robineau (1865–1929), US-amerikanische Porzellanmalerin und Keramikerin - Charles Rohlfs (1853–1936), US-amerikanischer Möbeldesigner - Margaret Agnes Rope (1882–1953), englische Glasmalerin - M. E. Aldrich Rope (1891–1988), englische Glasmalerin - Dante Gabriel Rossetti (1828–1882), britischer Dichter und Maler - Baillie Scott (1865–1945), englischer Architekt - Gustav Stickley (1858–1942), US-amerikanischer Kunsttischler - Caroline Charlotte Townshend (1878–1944), britische Glasmalerin - Charles Voysey - Lars Israël Wahlman (1870–1952), schwedischer Architekt - Emery Walker (1851–1933), englischer Drucker, Typograf und Fotograf - Veronica Whall (1887–1967), britische Glasmalerin, Malerin und Illustratorin - Philip Webb (1831–1915), englischer Architekt - Elizabeth Yeats (1868–1940), anglo-irische Pädagogin und Verlegerin - Lily Yeats (1866–1949), irische Stickerin |